# 伊藤英嗣
伊藤 英嗣（いとう ひでつぐ、1963年6月 - ）は、日本の編集者、文筆家、翻訳家。愛知県出身。

## 経歴
1983年4月、早稲田大学政治経済学部入学。
大学在学中より音楽ライターとして活動。
1988年3月、早稲田大学政治経済学部卒業。
輸入盤店勤務を経て、『SPA！』『TVブロス』から音楽誌まで様々な雑誌への寄稿やCDライナーノーツの執筆や歌詞翻訳などを手がけ、更にフリーランスA&Rとしても活動する。
1997年に自費出版で音楽雑誌クッキーシーンを創刊。2009年に雑誌としての発行を休止するが、翌年からムックとして2冊刊行。現在もウェブマガジンなどの形で運営をつづけている。

## 特徴
フリッパーズ・ギターおよびコーネリアス、クリエイション・レコーズ主宰者アラン・マッギー、さらにドミノ・レコーズ主宰者ローレンス・ベルらと直接的に交流しつつ活動を続けたことが、90年代のA&R活動の礎となっていた。それが彼の文筆活動にもフィードバックされている。
クッキーシーン初期から、漫画やアニメに関する記事（もしくは大竹伸朗らによる漫画そのもの）をフィーチャー。黎明期から積極的にインターネットを活用（投稿音源のmp3掲載など）しており、メディアミックスの可能性を常に模索している。また論文調の対極にある独自の口語調文体(「（笑）」を多用）で執筆活動を行っている。

## A&Rとして関わった主なアーティスト
- 暴力温泉芸者（中原昌也）
- パラダイス・ガラージ（豊田道倫）
- スターワゴン（PENPALSの前身）
- エドウィン・コリンズ（オレンジ・ジュースの中心人物）
- ザ・パステルズ
- ディヴァイン・デニス（トーレ・ヨハンソン率いるユニット）
- フライング・ソーサー・アタック[1][9]

## 著書

### 単著
- 『ネクスト・ジェネレーション ロック&ポップ・ディスクガイド 1980-1998』（ブルース・インターアクションズ、1998年）

### 共著
- 『ザ・ストーン・ローゼズ ロックを変えた1枚のアルバム』（久保憲司と共著、イースト・プレス、2012年）

### 翻訳
- 『U2 世界の涯てまでも』（カーター・アラン著、大栄出版、1994年）
- 『クリエイション・レコーズ物語』（訳・監修、パオロ・ヒューイット著、太田出版、2003年）
- 『ピンク・フロイドの狂気』（マーク・ブレイク著、ブルース・インターアクションズ、2009年）
- 『ピンク・フロイドの神秘』（マーク・ブレイク著、ブルース・インターアクションズ、2009年）
- 『マイ・ブラッディ・ヴァレインタイン Loveless』（マイク・マクゴニガル著、スペースシャワーネットワーク、2009年）
- 『ハシエンダ マンチェスター・ムーヴメントの裏側』（ピーター・フック著、イースト・プレス、2012年）

### 監修
- 『ヴェルヴェット・アンダーグラウンド 彼ら自身による証言』（デイヴ・トンプソン著、洋泉社、1993年）
- 『US Indie Pop Map』（ブルース・インターアクションズ、2000年）
- 『OUR CHOICE』（ブルース・インターアクションズ、2001年）
- 『北欧POP MAP』（スペースシャワーネットワーク、2007年）
- 『POP & ALTERNATIVE '00s 21世紀ロックへの招待』（音楽出版社、2010年）
- 『POP & ALTERNATIVE 2011 21世紀ロックの爆発』（音楽出版社、2011年）